# Іолдійове море

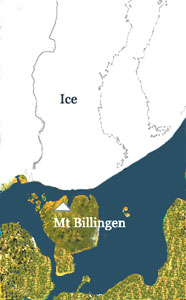
Іолдійове море (реконструкція)

Іолдійове море — солонуватий етап становлення Балтійського басейну після скидання води Балтійського Льодовикового озера до рівня світового океану під час Вісленського заледеніння. 
Терміни існування Іолдійового моря отримані головним чином радіовуглецевим датуванням матеріалу з давніх відкладень та берегових ліній, а також за хронологією глини. 
Вони, як правило, варіюються на тисячу років, але певна оцінка 10300 — 9500 радіовуглецевих років тому, еквівалентні 11700-10700 календарним рокам тому. 

Море закінчило існування, коли ізостатичне зростання Скандинавії припинило або майже припинило її водоскид, змінилося співвідношення між солоною та прісною водою. 
Іолдійове море стало Анциловим озером. 
Іолдійове море мало три етапи, з яких лише в середньому етапі мало солонувату воду.
Назва моря адаптована від застарілої назви двостулкових, Portlandia arctica (раніше відомих як Yoldia arctica), знайдених в околиці Стокгольма. Ці двостулкові потребують холодної солоної води. Це характеризує початковий етап Іолдійового моря, в ході якого солона вода надходить до Балтики швидше за танення льодовика.

## Опис
Балтійське льодовикове озеро припинило існування, коли утворилася протока в центральній Швеції та впав рівень води (озеро зазнало регресії), процес завершився близько 10 300 тому (радіовуглецевих років). Протоки через сьогоденний простір Стокгольма були єдиним сполученням з океаном на той час. Коли рівень озера досяг рівня моря, різниця в солоності викликала протитечію з Північного моря, що створило солоний водозбірник, у якому рясно розмножилася Yoldia. Цей етап тривав приблизно до 10000 років тому.
Згодом збільшилось танення льодовика, що надало додаткової прісної води, і озеро стало стратифіковане, з солоною водою на дні і прісною згори. З плином часу і в залежності від місця розташування солоність змінювалась. Питання етапів солоності, які б застосовувалися однаково до всього моря, залишається суперечливим.
Близько 10000 років тому, озеро-море прорвало природну греблю і утворило перший Великий Бельт. Він був менш, ніж 1 км завширшки і мав дві протоки, що прямували на північ. Протока була заблокована знову підняттям землі, що утворило Анцилове озеро.
У географічному плані Ботнічна затока залишалася під кригою. Фінська затока була вільна від льодовика, але більшість Фінляндії являла собою архіпелаг, яким льодовикові потоки несли морену, поступово заповнюючи протоки. Сухопутним мостом нинішня Німеччина з'єдналась зі Сконе через Ютландський півострів. Звільнення від льодовика Фінляндії відбувалося поступово й несинхронно зі зміною рівня моря. Іолдійове море було на 30 м нижче нинішнього рівня моря. Протока в місці теперішньої Неви пов'язувала Іолдійове море і Ладозьке озеро.
Іолдійове море існувало виключно в Бореальному періоді Блітт-Сернандера. Представники мезолітової культури продовжували населяти Ютландію і Сконе та південний берег моря. Екологічна система моря підійшла до кінця, коли рівень Скандинавії зріс у достатній мірі, щоб блокувати потік через район Стокгольма і баланс солоності змістився знову в напрямку озерної екології.